# Maison Joseph Henry
La Maison Joseph Henry (en anglais : Joseph Henry House) est un bâtiment historique des États-Unis situé sur le campus de l'Université de Princeton, dans le Comté de Mercer (New Jersey). Joseph Henry, éminent physicien américain ayant travaillé dans l'électromagnétisme, conçut la maison en 1836 et y habita entre son achèvement en 1838 jusqu'à ce qu'il devienne le premier secrétaire de la Smithsonian Institution en 1848,. La construction de la maison a été offerte au jeune physicien dans le cadre de la tentative de l'Université de le faire venir de l'Académie Albany (en) pour rehausser le profil de Princeton. Après le départ de Henry, la maison servit de résidence officielle au doyen du collège, responsable des études universitaires de premier cycle à l'université, de 1909 à 1961.
La maison Henry a été déplacée à plusieurs reprises au cours de son histoire, d’abord en 1870 sur un site situé derrière l’East College, puis en 1925 au coin de Washington Road et de Nassau Street pour permettre la construction de la chapelle de l'université de Princeton (en). La maison Henry se trouve maintenant le long de la limite nord du campus de l'université, à côté de Chancellor Green ; elle abrite le centre Adlinger pour les sciences humaines de Princeton. La maison a été déclarée monument historique national en 1965,.